# Masters de Turquie de snooker
Le Masters de Turquie est un tournoi de snooker professionnel appartenant à la catégorie classée, organisé en 2022 et prévu jusqu'en 2025 à Antalya. En revanche, il n'est pas reconduit après la première édition en raison de difficultés financières.  
Judd Trump en est le tenant du titre. 

## Historique
L'épreuve est introduite au calendrier de la saison 2021-2022 de snooker, en tant que nouveau tournoi comptant pour le classement des joueurs. La fédération internationale de snooker a passé un accord avec la fédération turque de billard et le sponsor afin que le tournoi soit reconduit jusqu'en 2025 et qu'il ait lieu à Antalya, la deuxième plus grande ville de Turquie. La première édition a lieu en mars 2022 et est remportée par Judd Trump aux dépens de Matthew Selt. Au cours de la finale, Trump réussit le cinquième 147 de sa carrière. 
Toutefois, le promoteur étant incapable de garantir le financement nécessaire à la tenue du tournoi, celui-ci n'est pas reconduit en 2023.   

## Vainqueurs
| Année                       | Vainqueur                   | Finaliste                   | Score                       | Saison                      |
| Masters de Turquie (classé) | Masters de Turquie (classé) | Masters de Turquie (classé) | Masters de Turquie (classé) | Masters de Turquie (classé) |
| --------------------------- | --------------------------- | --------------------------- | --------------------------- | --------------------------- |
| 2022                        | Judd Trump                  | Matthew Selt                | 10-4                        | 2021-2022                   |
| 2023                        |                             |                             |                             | 2022-2023                   |
| 2024                        |                             |                             |                             | 2023-2024                   |
| 2025                        |                             |                             |                             | 2024-2025                   |

## Bilan par pays
| Pays       | Joueurs | Total | Premier titre | Dernier titre |
| ---------- | ------- | ----- | ------------- | ------------- |
| Angleterre | 1       | 1     | 2022          | 2022          |